# Die Suche (Star Trek: Deep Space Nine)
Die Suche (Originaltitel: The Search) ist eine Doppelfolge der US-amerikanischen Science-Fiction-Fernsehserie Star Trek: Deep Space Nine. Es handelt sich um die erste und die zweite Folge der dritten Staffel. Sie wurde in den Vereinigten Staaten über Syndication vermarktet und erstmals am 26. September und 3. Oktober 1994 auf verschiedenen Fernsehsendern ausgestrahlt. In Deutschland war sie zum ersten Mal am 15. und 16. Februar 1996 in einer synchronisierten Fassung auf Sat.1 zu sehen.

## Handlung

### Teil I
Im Jahr 2371 bei Sternzeit 48212.4 findet auf der Raumstation Deep Space Nine eine Übung statt, um die Mannschaft auf eine mögliche Invasion des Dominion vorzubereiten, das vor zwei Monaten erstmals offen in Erscheinung getreten ist. Die Ergebnisse sind niederschmetternd: Alle Simulationen enden mit einem raschen Sieg des Dominion. Plötzlich entdecken die Sensoren der Station Hinweise auf ein getarntes Raumschiff. Als es sich enttarnt, ist die Überraschung groß: Es handelt sich um ein Föderationsraumschiff unbekannter Bauart, die USS Defiant. An Bord befindet sich Commander Benjamin Sisko. Sisko informiert seine Führungsoffiziere darüber, dass die Defiant ein Prototyp ist, der ursprünglich als Reaktion auf die Bedrohung durch die Borg entwickelt wurde. Im Gegensatz zum Rest der Sternenflotte ist sie nicht als Forschungs-, sondern als reines Kriegsschiff konzipiert. Eigentlich ist es der Föderation vertraglich untersagt, Tarnvorrichtungen zu benutzen; angesichts der außerordentlichen Bedrohungslage haben sich die Romulaner aber bereit erklärt, der Sternenflotte eine Tarnvorrichtung auszuleihen – unter der Bedingung, dass sie ausschließlich im Gamma-Quadranten verwendet und von der romulanischen Offizierin Subcommander T’Rul bedient wird.
Neben T’Rul hat Sisko noch einen weiteren Neuankömmling mitgebracht: Lieutenant Commander Michael Eddington von der Sternenflotten-Sicherheit. Das verärgert Constable Odo, der seine Autorität als Sicherheitschef der Station untergraben sieht. Er bietet sogar seinen Rücktritt an, aber Sisko kann ihn etwas beschwichtigen und erklärt, dass ihm Eddington vom Sternenflottenkommando aufgedrängt wurde.
Sisko plant, mit der Defiant in den Gamma-Quadranten zu fliegen und dort direkten Kontakt zu den Gründern des Dominion aufzunehmen, um weitere Feindseligkeiten zu beenden. Dabei soll ihm der Barbesitzer Quark behilflich sein, der vor acht Monaten im Namen der Ferengi Verhandlungen führte, durch die Handelsbeziehungen zum Dominion aufgebaut werden sollten. Er fand damals heraus, das der Handel über die Karemma abgewickelt wird. Sisko hofft, dass über diese der Kontakt zu den Gründern hergestellt werden kann.
Am nächsten Morgen startet die Expedition. Kurzfristig entschließt sich auch Odo zum Mitkommen. Er muss sich ein Quartier mit Quark teilen. Darüber ist er nicht erfreut und er zeigt zudem erste Anzeichen einer merkwürdigen Unruhe. Nachdem die Defiant das Wurmloch passiert hat und im Gamma-Quadranten angekommen ist, wird die Tarnvorrichtung aktiviert. Wenig später werden zwei Jem’Hadar-Kriegsschiffe registriert, die sehr nahe an der Defiant vorbeifliegen werden. Sisko hält dies für eine gute Gelegenheit, um zu testen, ob die Tarnvorrichtung wirklich funktioniert. Als sie die Defiant passiert haben, kehren sie plötzlich um und scannen die Umgebung. Nach einer Weile drehen sie jedoch ab und es bleibt unklar, ob die Defiant entdeckt wurde.
Als die Defiant die Heimatwelt der Karemma erreicht hat, kommt der erste Minister Ornithar an Bord. Er erklärt, dass sein Volk keinen direkten Kontakt zu den Gründern hat, sondern dass dieser durch die Vorta erfolgt. Er zeigt auf einer Karte den Standort einer unbemannten Relaisstation im Callinon-System, über die die Kommunikation mit den Vorta abgewickelt wird. Ein anderer Ort auf der Karte erregt Odos Aufmerksamkeit. Ornithar identifiziert ihn als den Omarion-Nebel. Odo fühlt sich aus einem unerklärlichen Grund äußerst stark zu diesem Nebel hingezogen.
Quark verlässt zusammen mit Ornithar die Defiant, um auf einem zivilen Schiff nach Deep Space Nine zurückzukehren. Sisko lässt Kurs auf das Callinon-System setzen. Dort enttarnt sich die Defiant für wenige Sekunden, um Chefingenieur Miles O’Brien und Wissenschaftsoffizierin Jadzia Dax auf die Relaisstation zu beamen. Sie erlangen Zugriff auf deren Systeme, doch plötzlich lösen sie einen Alarm aus und werden eingeschlossen. Gleichzeitig tauchen mehrere Jem’Hadar-Schiffe auf. Sisko ist gezwungen, den Rückzug anzutreten und O’Brien und Dax zurückzulassen. Odo kann unterdessen an nichts anderes mehr denken als an den Omarion-Nebel. Odo ist ein Formwandler, der ursprünglich aus dem Gamma-Quadranten stammt, aber nichts über sein Volk weiß. Er hofft, im Omarion-Nebel Antworten zu finden und bittet die erste Offizierin Kira Nerys, ihm ein Shuttle zu überlassen, damit er sofort losfliegen kann. Sie ist dazu bereit, will aber warten, bis die Suche nach den Gründern abgeschlossen ist. Ihr Gespräch wird unterbrochen, als die Defiant beschossen wird. Offenbar konnte sie trotz Tarnvorrichtung geortet werden. Es kommt zu einem Kampf und schließlich wird die Defiant von Jem’Hadar-Soldaten geentert.
Kira verliert das Bewusstsein. Als sie wieder erwacht, findet sie sich gemeinsam mit Odo an Bord eines Shuttles wieder. Odo fliegt jedoch nicht zurück nach Deep Space Nine, sondern zum Omarion-Nebel. Dort entdeckt er einen einzelnen Planeten, der keinen Stern umkreist. Das Shuttle landet auf der Oberfläche und dort finden Odo und Kira einen See aus einer zähflüssigen Masse vor. Aus dieser Masse formen sich plötzlich mehrere Wesen, die Odo sehr ähnlich sehen. Eine Frau begrüßt ihn mit den Worten „Willkommen zuhause“.

### Teil II
Die Formwandlerin bestätigt Odo, dass er endlich sein Volk gefunden hat. Sie erklärt, die Formwandler hätten vor langer Zeit die Sterne bereist, sie wurden aber von den „Solids“ (ihre Bezeichnung für alle Wesen, die nicht die Fähigkeit zum Formwandeln haben) allzu häufig feindselig behandelt. Daher zogen sie sich auf diesen Planeten zurück, der ihnen eine Zuflucht bot. Ihr Forscherdrang war aber ungebrochen und sie schickten 100 junge Formwandler hinaus in die Galaxie. Ein innerer Drang sollte sie alle irgendwann wieder hierher zurück führen. Dank der Entdeckung des Wurmlochs ist Odo als erster zurückgekehrt – deutlich früher als erwartet. Die Formwandlerin will Odo lehren, sein volles Potential als Formwandler zu entfalten – und sie macht ihn mit der großen Verbindung vertraut, einem Zustand, in dem die Einzelwesen miteinander verbunden sind. Kira versucht unterdessen, Kontakt zur Besatzung der Defiant herzustellen. Die Formwandlerin untersagt ihr jedoch, Funksignale zu senden, die sich zu diesem Planeten zurückverfolgen lassen.
Sisko und Stationsarzt Bashir haben die Defiant in einem Shuttle verlassen können und befinden sich auf dem Rückweg nach Deep Space Nine. Zur restlichen Besatzung haben sie den Kontakt verloren. Nach sechs Tagen Flug wird das Shuttle plötzlich von einem Traktorstrahl erfasst. Zu ihrer großen Überraschung stellen die beiden fest, dass sie von O’Brien und Dax gerettet wurden. Sie kehren zur Station zurück, wo inzwischen einiges passiert ist. Sisko wird von Admiral Alynna Nechayev empfangen, die ihn über die Ankunft einer Delegation des Dominion informiert. Ein Vorta namens Borath stellt sich ihm vor und gibt an, einer der Gründer des Dominion zu sein. Er hofft, dass schon bald eine Allianz zwischen der Föderation und dem Dominion zustande kommen wird.
Bashir trifft auf dem Promenadendeck den cardassianischen Schneider Garak. Der erzählt, dass seine Regierung die bevorstehenden Verhandlungen mit dem Dominion sehr begrüßt. Die Stimmung von Bashir und Garak wird aber schnell getrübt, als sie T’Rul begegnen. Sie ist außer sich, denn das Dominion hat alle Großmächte des Alpha-Quadranten zu den bevorstehenden Verhandlungen eingeladen – nur nicht die Romulaner. T’Rul ist sicher, dass das Krieg bedeuten wird. Auch Sisko bereitet diese Entscheidung Sorgen, doch Nechayev ist der Meinung, die Romulaner seien gänzlich irrelevant, wenn die Allianz mit dem Dominion erst einmal steht.
In Quarks Bar kommt es zu einem Zwischenfall, als Bashir und O’Brien von einem Jem’Hadar-Soldaten angegriffen werden. Eddington, der aktuell für die Sicherheit zuständig ist, sperrt ihn aber nicht ein, denn da die Jem’Hadar mit den hiesigen Gepflogenheiten noch nicht vertraut sind, hat er die Anweisung, ihnen einen großzügigen Spielraum einzuräumen. Sie können daher de facto tun und lassen, was sie wollen. Zugleich erhält Dax die Nachricht, dass sie versetzt werden soll, ohne dass Sisko hierzu konsultiert wurde. Beide Vorfälle bringen Sisko in Rage. Er stellt Nechayev zur Rede und sie meint, es gebe keinen Grund zur Besorgnis: Der Vertrag mit dem Dominion ist bereits unterzeichnet. Als Bedingung für die Allianz wird sich die Föderation von Deep Space Nine zurückziehen. Die Station, das Wurmloch und der Planet Bajor gehören jetzt zum Einflussbereich des Dominion. Die Bajoraner wurden zwar nicht gefragt, aber Nechayev und Borath sind sich sicher, dass sie dagegen keinerlei Einwände haben werden.
Sisko hält dies alles für einen riesigen Fehler, weiß aber nicht, was er jetzt noch dagegen tun kann. Als er sich mit Garak unterhält, kommt T’Rul plötzlich schreiend auf ihn zugelaufen und wird dabei von einigen Jem’Hadar-Soldaten erschossen. Sisko geht auf die Angreifer los, wird aber überwältigt und in eine Zelle gesperrt. Garak, Dax und Bashir bestehen darauf, ihn zu sehen. Eddington will ihnen zunächst den Zugang zu den Zellen verwehren, doch Garak verpasst ihm ein Betäubungsmittel und sie befreien Sisko. Dax erklärt, dass sie einen Plan entwickelt haben, um das Wurmloch zu zerstören und so das Eindringen weiterer Dominion-Schiffe zu verhindern. O’Brien wartet bereits im Runabout USS Rio Grande, das mit mehreren Photonentorpedos bestückt ist. Sisko, Dax, Bashir und Garak machen sich auf den Weg, werden aber von zwei Jem’Hadar aufgehalten. Garak erschießt sie, wird aber seinerseits von einem weiteren Jem’Hadar tödlich getroffen. Die Anderen erreichen die Rio Grande. Trotz der Warnungen von Nechayev und Borath setzen sie ihren Plan um und bringen das Wurmloch zur Implosion. Ohne diese Abkürzung würden weitere Dominion-Schiffe Deep Space Nine erst in 70 Jahren erreichen.
Auf dem Planeten der Formwandler entdeckt Kira unterdessen eine Höhle, die durch eine Tür verschlossen ist, die von ihrem Scanner nicht durchdrungen werden kann. Sie und Odo finden es merkwürdig, warum Wesen, die beliebig ihre Form verändern können, eine Tür benutzen sollten. Bei genauerer Betrachtung des Schlosses fällt Odo auf, dass es nur von Formwandlern ohne größeren Aufwand geöffnet werden kann und dass die Tür wohl nicht dazu gedacht ist, jemanden am Eintreten, sondern vielmehr am Verlassen der Höhle zu hindern. Odo gelingt es, sie zu öffnen, doch dahinter warten bereits Jem’Hadar-Wachen. Sie führen Odo und Kira tiefer in die Höhle und sie gelangen in einem Raum mit fünf Liegen. Darauf liegen Sisko, Dax, Bashir, O’Brien und T’Rul bewusstlos angeschnallt. Bei ihnen steht Borath. Er erklärt, er führe ein Experiment durch. Die Versuchspersonen durchleben ein virtuelles Szenario, in dem getestet werden soll, wie sie auf einen Versuch des Dominion reagieren würden, im Alpha-Quadranten Fuß zu fassen.
In diesem Moment tritt die Formwandlerin ein. Odo ist zunächst erstaunt, dass sie über Boraths Experiment Bescheid weiß. Kira hingegen ist sofort klar, dass sie ebenfalls zum Dominion gehört. Die Formwandlerin korrigiert sie: Sie und ihr Volk gehören nicht zum Dominion – sie sind das Dominion, denn sie sind die Gründer. Einst waren sie Gejagte, doch jetzt kontrollieren sie das Schicksal von Hunderten von Spezies. Durch die Kontrolle innerhalb des Dominion droht ihnen nicht länger Gefahr durch die Solids. Odo setzt sich für seine Kameraden ein und meint, keiner von ihnen hätte den Formwandlern etwas getan. Sie seien vielmehr Forscher und damit sehr ähnlich den Formwandlern, wie sie früher waren. Als die Formwandlerin entgegnet, die Fremden seien kein bisschen wie sie, muss Odo erkennen, dass auch er anders als sein Volk ist. Im Gegensatz zu diesem strebt er keine starre Ordnung, sondern Gerechtigkeit an. Er verlangt die Freilassung seiner Kameraden und droht der Formwandlerin, wenn sie ihnen etwas antut, würde er ihr das gleiche antun. Sie ist verwundert, denn noch nie hat ein Formwandler einem anderen ein Leid angetan. Als sie erkennt, dass Odo es ernst meint, gibt sie ihm nach. Borath weckt Sisko und die anderen auf und informiert sie, dass sie nur eine Simulation durchlebt haben und dass sich die Defiant im Orbit des Planeten befindet. Die Formwandlerin versucht noch einmal, Odo zum Bleiben zu bewegen, doch er ist sich jetzt klar, dass sein Platz auf Deep Space Nine ist. Die Formwandlerin erwägt, Odo dort zu besuchen und dem ihrer Meinung nach chaotischen Alpha-Quadranten dringend benötigte Ordnung aufzudrücken. Odo rät ihr davon ab. Er und seine Kameraden beamen auf die Defiant und kehren nach Deep Space Nine zurück.

## Verbindungen zu anderen Star-Trek-Produktionen
Die Handlung von Die Suche baut auf mehreren früheren Star-Trek-Produktionen auf:
- Die Suche knüpft unmittelbar an die Ereignisse der vorangegangenen Folge 2.26 (Der Plan des Dominion) von Star Trek: Deep Space Nine an.
- Die Entwicklung von Kriegsschiffen wie der Defiant durch die Sternenflotte wird als Reaktion auf den Angriff der Borg erklärt, der in der Doppelfolge 3.26/4.01 (In den Händen der Borg / Angriffsziel Erde) von Raumschiff Enterprise – Das nächste Jahrhundert aus dem Jahr 1989 gezeigt wurde.
- Odo reagiert auf Michael Eddington, den neuen Sicherheitsoffizier der Sternenflotte, mit der gleichen Ablehnung wie auf seinen Vorgänger George Primmin in Folge 1.09 (Der Parasit) von Star Trek: Deep Space Nine aus dem Jahr 1993.
- Sisko nimmt Bezug auf die Bemühungen der Ferengi, Handelskontakte zum Dominion zu knüpfen, was in Folge 2.07 (Profit oder Partner!) von Star Trek: Deep Space Nine aus dem Jahr 1993 thematisiert wurde.
- Der Vertrag, der Föderationsraumschiffen die Nutzung von Tarnvorrichtungen verbietet, wurde erstmals in Folge 7.12 (Das Pegasus-Projekt) von Raumschiff Enterprise – Das nächste Jahrhundert aus dem Jahr 1994 erwähnt.

Einige Elemente aus dieser Folge wurden in späteren Star-Trek-Produktionen wieder aufgegriffen:
- Erstmals sind in der Serie andere Formwandler außer Odo zu sehen. Zudem wird offenbart, dass sie die Gründer des Dominion sind.
- Die Karemma, die in Profit oder Partner! lediglich erwähnt wurden, haben hier ihren ersten Auftritt. Sie waren später noch in einer weiteren Folge von Star Trek: Deep Space Nine und in zwei Folgen der animierten Serie Star Trek: Lower Decks zu sehen.
- Die Aussage, dass noch nie ein Formwandler einem anderen Leid zugefügt hat, spielt im weiteren Verlauf der Serie noch in mehreren Folgen eine bedeutsame Rolle.

## Produktion

### Drehbuch
In der Einführung der Defiant sahen die Autoren der Folge eine Notwendigkeit, denn Deep Space Nine brauchte gegen das mächtige Dominion eine deutlich stärkere Verteidigung als die bisher gezeigten drei kleinen Runabouts. Produzent Rick Berman musste erst davon überzeugt werden, dass die Defiant eine Tarnvorrichtung besitzt, war aber schließlich einverstanden, als ihm erklärt wurde, dass es sich um einen Einzelfall handelt und es Beschränkungen gibt. Als Namen für das neue Schiff hatte Ronald D. Moore ursprünglich USS Valiant vorgesehen, dies wurde aber abgelehnt, da wegen dem gleichen Anfangsbuchstaben eine zu starke Ähnlichkeit zur USS Voyager aus der neuen Serie Star Trek: Raumschiff Voyager bestand. Moore änderte den Namen daher in Defiant.
Während der erste Teil der Doppelfolge sich auf den Umgang mit einem großen, galaxieweiten Konflikt konzentriert, ist der zweite Teil nur scheinbar eine Fortsetzung davon. Durch die Enthüllung, dass die Erlebnisse der anderen Besatzungsmitglieder der Defiant nur eine Simulation waren, wollte Ira Steven Behr aufzeigen, dass eigentlich Odos persönliche Reise das zentrale Thema des zweiten Teils darstellt.

### Kamera
Mit Beginn der dritten Staffel von Star Trek: Deep Space Nine löste Jonathan West Marvin V. Rush als bildgestaltenden Kameramann (Director of photography) der Serie ab. West hatte diesen Posten bereits in den letzten beiden Staffeln der Serie Raumschiff Enterprise – Das nächste Jahrhundert inne. Rush wechselte zur neuen Serie Star Trek: Raumschiff Voyager.

### Darsteller
In dieser Doppelfolge werden zwei neue Nebenfiguren eingeführt: Salome Jens spielte die Gründerin in insgesamt 16 Folgen von Star Trek: Deep Space Nine. Sie hatte zuvor bereits eine Progenitorin in Folge 6.20 (Das fehlende Fragment) von Raumschiff Enterprise – Das nächste Jahrhundert gespielt. Kenneth Marshall übernahm die Rolle von Lieutenant Commander Michael Eddington, die er insgesamt in neun Folgen von Star Trek: Deep Space Nine verkörperte.
Martha Hacketts Rolle Subcommander T’Rul war ursprünglich ebenfalls als neue Nebenfigur vorgesehen, doch sie wurde in späteren Folgen nicht wieder aufgegriffen. Hackett hatte zuvor bereits eine Rolle in der finalen Doppelfolge 7.25/26 (Gestern, heute, morgen) von Raumschiff Enterprise – Das nächste Jahrhundert übernommen; die mit ihr gedrehte Szene wurde aber in der finalen Fassung nicht verwendet. Später übernahm sie in 13 Folgen von Star Trek: Raumschiff Voyager die Nebenfigur Seska.
John Fleck, Darsteller von Ornithar, hatte zuvor bereits den Romulaner Taibak in Folge 4.24 (Verräterische Signale) von Raumschiff Enterprise – Das nächste Jahrhundert und einen cardassianischen Aufseher in Folge 2.01 (Die Heimkehr) von Star Trek: Deep Space Nine gespielt. Er spielte später noch Koval in Folge 7.16 (Unter den Waffen schweigen die Gesetze) von Star Trek: Deep Space Nine und Abaddon in Folge 6.05 (Alice) von Star Trek: Raumschiff Voyager. In Star Trek: Enterprise spielte er in sieben Folgen die wiederkehrende Nebenfigur des Suliban Silik. Aus unbekannten Gründen erhielt Fleck für seine Darstellung des Aufsehers keine Nennung in den Credits der Folge.
Natalia Nogulich hat hier ihren letzten Auftritt als Admiral Alynna Nechayev. Sie spielte diese Rolle insgesamt in vier Folgen von Raumschiff Enterprise – Das nächste Jahrhundert und in zwei Folgen von Star Trek: Deep Space Nine.
Dennis Christopher, Darsteller von Borath, spielte auch Danik in Folge 1.21 (In sicherem Gewahrsam) von Star Trek: Enterprise.
Christopher Doyle hat hier als Jem’Hadar-Offizier seine einzige Sprechrolle im Star-Trek-Franchise. Er wirkte in zahlreichen Folgen von Raumschiff Enterprise – Das nächste Jahrhundert, Star Trek: Deep Space Nine, Star Trek: Raumschiff Voyager und Star Trek: Enterprise sowie mehreren Star-Trek-Spielfilmen als Statist und Stuntdouble mit.
Tom Morga, Darsteller eines Jem’Hadar-Soldaten, wirkte ebenfalls in zahlreichen Folgen von Raumschiff Enterprise – Das nächste Jahrhundert, Star Trek: Deep Space Nine, Star Trek: Raumschiff Voyager und Star Trek: Enterprise sowie mehreren Star-Trek-Spielfilmen als Darsteller in kleineren Nebenrollen, als Statist und Stuntdouble mit.

### Maske und Kostüme
Odos Maske und Uniform sind ab dieser Doppelfolge leicht verändert.
Die Kommunikatoren der Sternenflottenuniformen, die in der Serie Raumschiff Enterprise – Das nächste Jahrhundert und in den beiden ersten Staffeln der Serie Star Trek: Deep Space Nine verwendet worden waren, wurden mit Beginn der dritten Staffel durch ein neues Modell ersetzt.

### Drehorte und Kulissen
Die Offiziersmesse der Raumstation Deep Space Nine ist in dieser Doppelfolge erstmals zu sehen.
Weitere neue Sets wurden für die Brücke und die Quartiere der Defiant gebaut.

### Modelle
Das Modell der Defiant wurde von Jim Martin unter der Aufsicht von Herman Zimmerman und Gary Hutzel entworfen und von Tony Meininger gebaut. Martin schwebte zunächst eine stärkere Version eines Runabouts vor. Diese Idee verwarf er jedoch und konzipierte die Defiant schließlich auf der Grundlage eines frühen Entwurfs für ein Maquis-Raumschiffs.

## Adaptionen
Diane Carey schrieb eine Romanfassung von Die Suche, die auf Englisch erstmals 1994 erschien. Die deutsche Übersetzung erschien 1996.

## Rezeption
Keith DeCandido bewertete den ersten Teil von Die Suche 2013 auf tor.com als eine gute Folge von Star Trek: Deep Space Nine und einen würdigen Einstieg in eine neue Staffel. Er fand, es mangele der Folge etwas an einer eigenständigen Handlung, da sie vor allem als Fortsetzung von Der Plan der Dominion und als Vorbereitung für den weiteren Verlauf der Serie konzipiert sei. Dennoch gefiel ihm das Endergebnis. DeCandido fand den Handlungsstrang um Odo spannend; das Dominion war für ihn ein interessanter neuer Gegner, ebenso gefiel ihm die Einführung der Defiant und der neuen Nebenfiguren Eddington und der Gründerin. Den zweiten Teil bewertete DeCandido ebenfalls als gute Folge. Die Geschichte um Odo fand er hervorragend, insbesondere die Enthüllung, dass seine Artgenossen die Gründer des Dominion sind. DeCandido fand, dass Odos Charakter durch die Erfahrungen in dieser Folge erheblich ausgebaut werde. Der Handlungsstrang um die virtuelle Realität, in die die anderen Hauptfiguren versetzt werden, ließ DeCandido mit gemischten Gefühlen zurück. Er fand das Szenario eigentlich ganz spannend inszeniert, allerdings fand er die simulierten Figuren (bspw. Quark, Nechayev und Eddington) arg vereinfacht dargestellt und das ganze Szenario ergibt letztlich wenig Sinn. So sei es bspw. nicht nachvollziehbar, warum die Romulaner als disruptiv eingestuft werden, die Klingonen hingegen nicht, oder dass die Föderation Bajor einfach so dem Dominion überlassen würde.
Michael Weyer erstellte 2018 für die Website cbr.com eine Liste der 20 besten Mehrteiler aller Star-Trek-Serien. Die Suche führte er hierbei zusammen mit der vorangegangenen Folge Der Plan des Dominion auf Platz 14.
Sven Harvey zählte Die Suche 2020 auf der Website Den of Geek gemeinsam mit der vorangegangenen Folge Der Plan des Dominion zu den 25 besten Geschichten der Serie Star Trek: Deep Space Nine.